# Focke-Windkanal

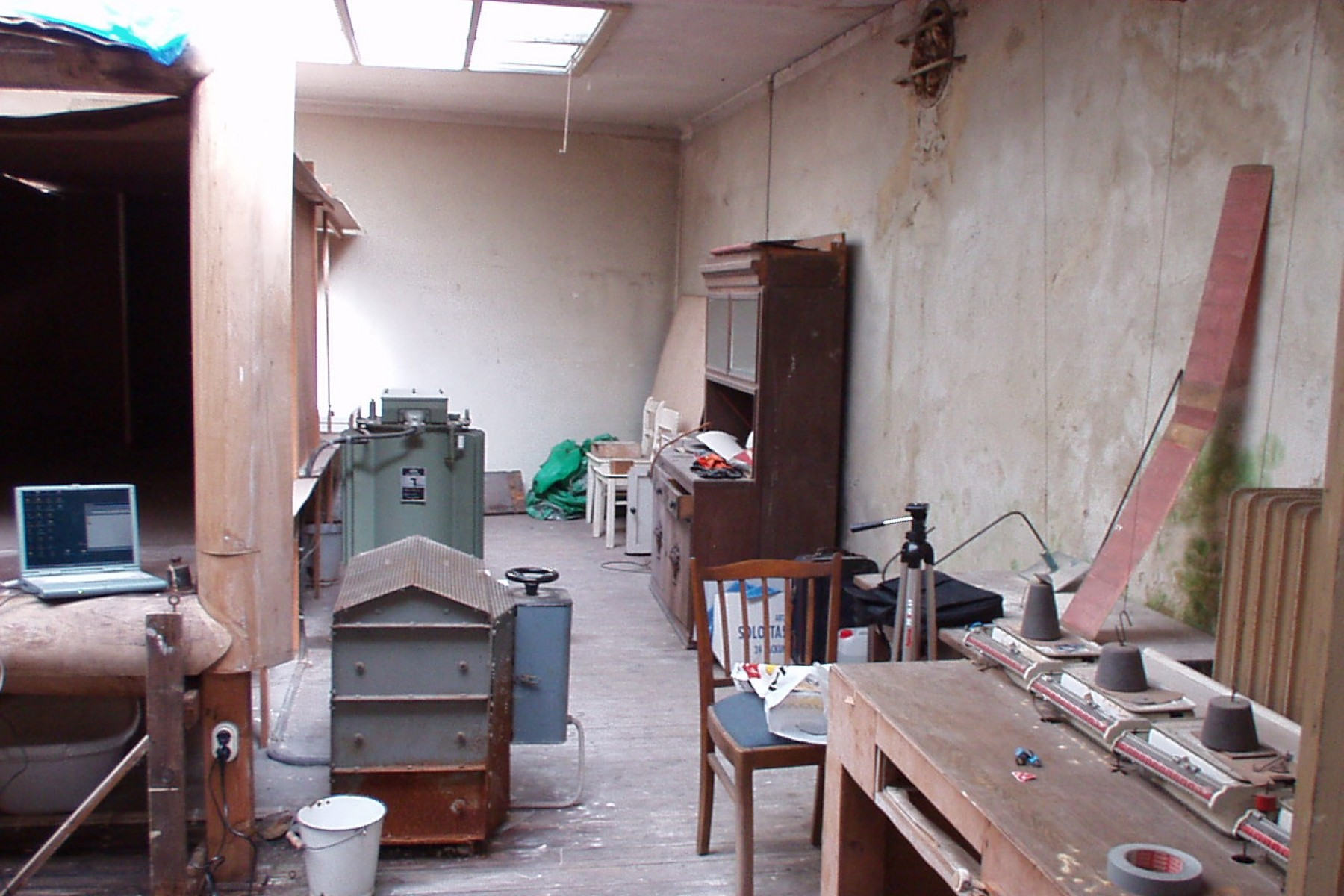
Windkanal 1998

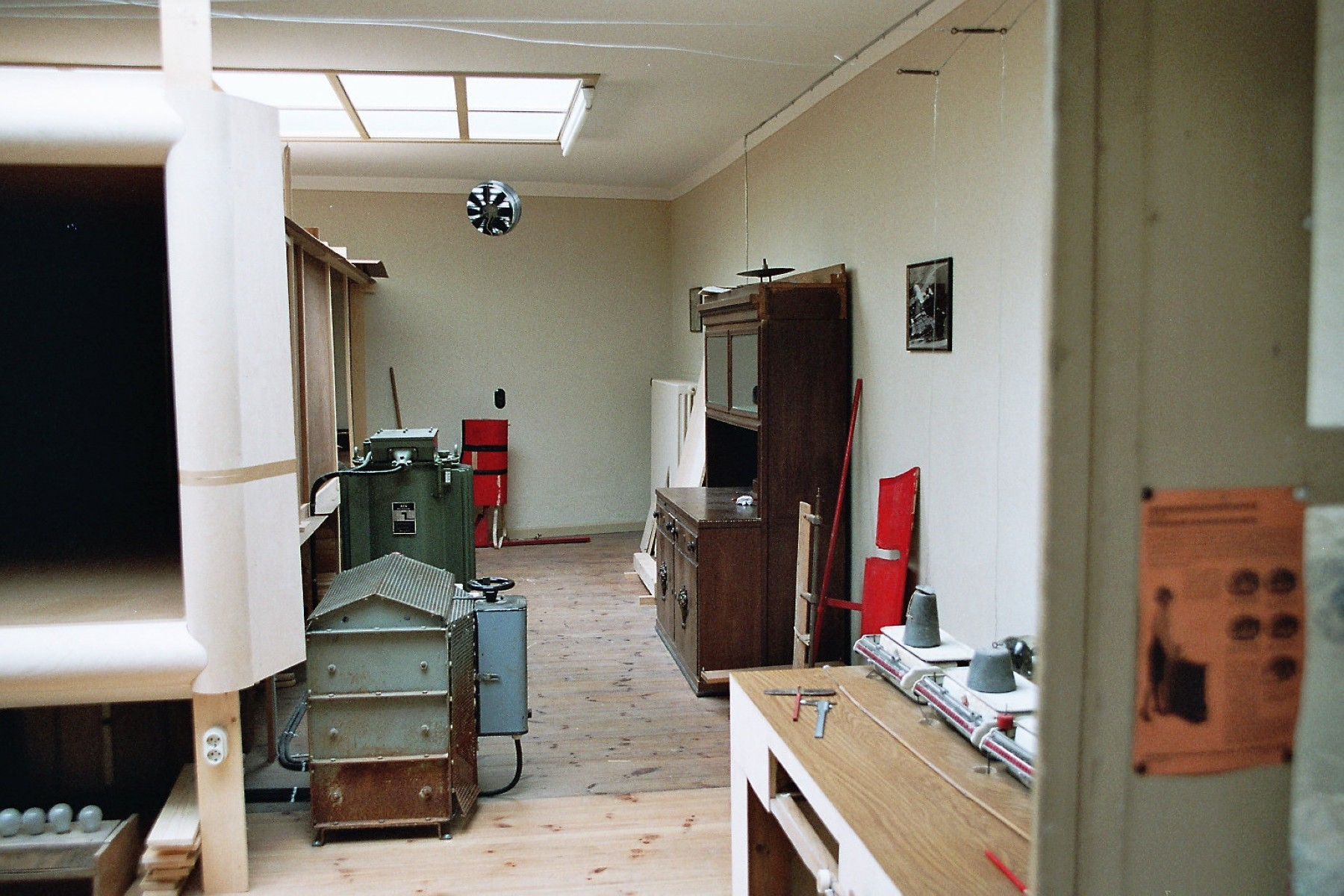
Windkanal 2005

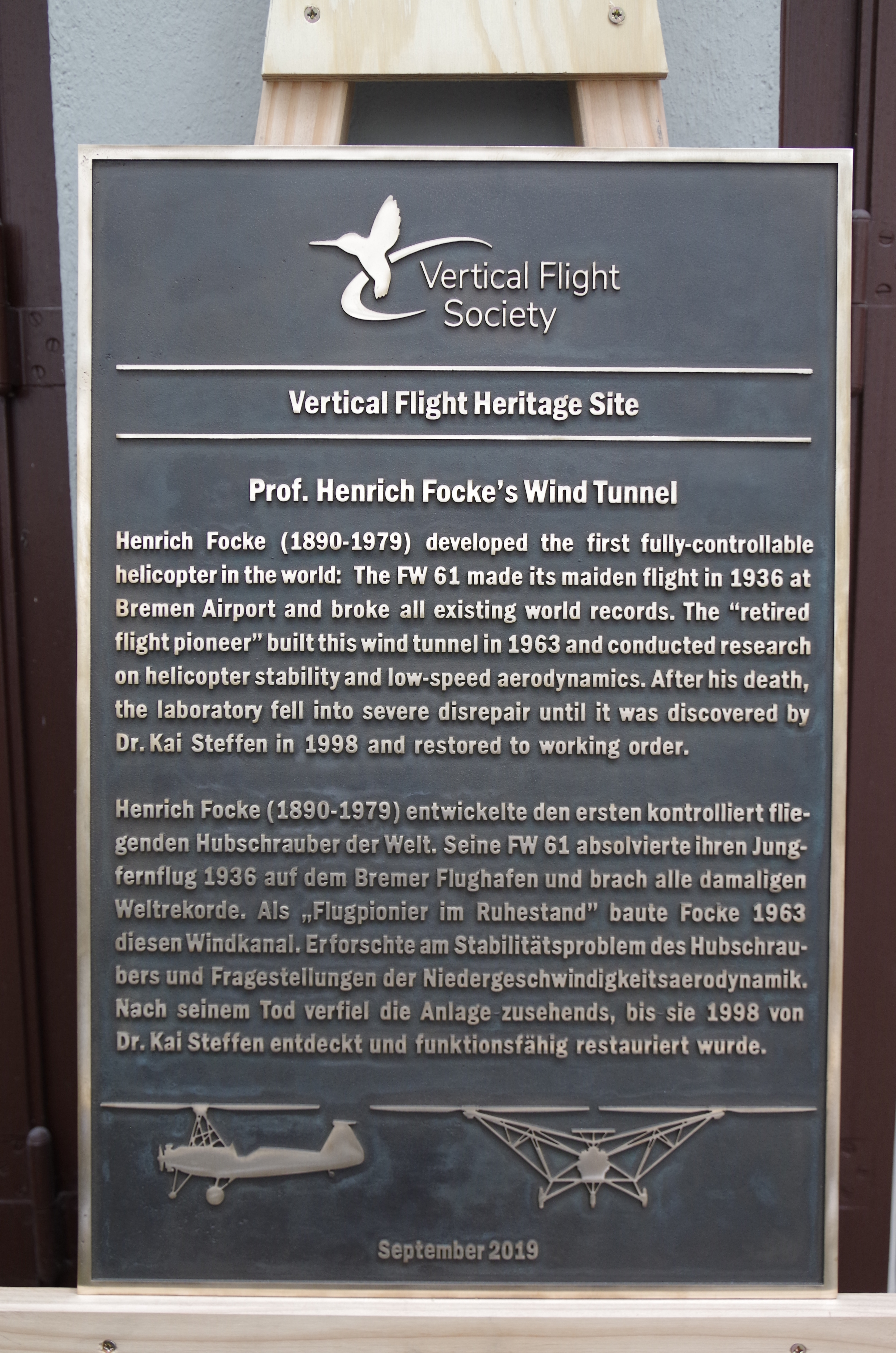
Gedenktafel am Focke-Windkanal zur Anerkennung des Fluglabors als "Vertical Flight Heritage Site"

Der Focke-Windkanal ist ein voll funktionsfähiger Windkanal im letzten privaten Labor des Luftfahrtpioniers Henrich Focke (1890–1979), Mitbegründer von Focke-Wulf und Konstrukteur des ersten voll steuerbaren Hubschraubers (Fw 61).
Henrich Focke baute dieses Fluglabor 1960 eigenhändig im Alter von 70 Jahren in der Bremer Innenstadt.

## Entdeckung
Das Labor wurde 1997 von Kai Steffen entdeckt. Die Idee, nach dem verschollenen Windkanal zu suchen, kam dem damaligen Doktoranden, nachdem er die Memoiren von Henrich Focke gelesen hatte. Er setzte sich mit der Familie Focke in Verbindung und fand schließlich in der Bremer Innenstadt nahe dem Hauptbahnhof in einem Hinterhofschuppen das Labor, das seit etwa 20 Jahren von niemandem mehr betreten worden war.
Bis kurz vor seinem Tod im Jahr 1979 hatte Focke hier aerodynamische Studien betrieben. Sein Interesse galt den Langsamflugeigenschaften und dem Stabilitätsproblem von Hubschraubern. Die Wiederentdeckung des aerodynamischen Labors samt seinem Windkanal galt als eine Sensation für die Wissenschaft.

## Das historische Labor
Der funktionsfähige Windkanal, ein geschlossener Umlaufwindkanal Göttinger Bauart für den subsonischen Geschwindigkeitsbereich, erzeugte Windgeschwindigkeiten von etwa 70 km/h. Küchenwaagen dienten zum Messen der im Windkanal wirkenden Kräfte, Ofenrohre lenkten und Gardinenlagen entwirbelten den Luftstrom. Einfallsreichtum und Improvisationsgabe führten zu bedeutenden wissenschaftlichen Ergebnissen. Alles in diesem Labor war noch an seinem Platz, so, als ob der 85-jährige Henrich Focke es nur kurz verlassen hätte, doch das Gebäude war in sehr schlechtem Zustand.

## Restaurierung
Nach Renovierung des Gebäudes und der Restaurierung des Windkanals ist das Labor nun wieder so hergerichtet, wie Henrich Focke es bis Mitte der siebziger Jahre für seine Forschungen benutzte. Der Förderverein Focke-Windkanal e. V. kümmert sich um den Nachlass. Das Labor mit dem Windkanal ist seit 2004 als Kulturdenkmal anerkannt und zu einem kleinen Museum umgestaltet worden. Schulen und Hochschulen können hier wissenschaftliche Versuche durchführen. An jedem ersten Sonntag im Monat werden Führungen für kleine Gruppen bis etwa sechs Personen angeboten.
Für den Erhalt des Fluglabors des Luftfahrtpioniers wurden der Focke-Windkanal e. V. und sein Vorsitzender Kai Steffen mit der höchsten nationalen Auszeichnung auf dem Gebiet des Denkmalschutzes, dem Deutschen Preis für Denkmalschutz 2005, ausgezeichnet.

## Historisches Labor als moderne Forschungsstätte
Nach der Eröffnung des Museums im Jahr 2005 wurde bis zum Herbst 2008 die aerodynamische Anlage vollständig instand gesetzt. Zusätzlich wurde moderne Messtechnik wie eine Positioniereinrichtung und elektronische Druckmessdosen beschafft. Die Steuerung der Windmaschine kann entweder auf altmodische Weise mittels einer 10-stufigen Widerstandskaskade oder stufenlos mittels einer Frequenzwechselrichtersteuerung erfolgen. Mit einer elektrischen Anschlussleistung von 14 kW können Windgeschwindigkeiten bis zu 16 m/s erzeugt werden.
Der Förderverein versucht durch Vermietung der Versuchsanlage und durch Spenden die laufenden Kosten zu decken, um den dauerhaften Erhalt des Kulturdenkmals sicherzustellen.
Inzwischen werden auch neuartige Windkraftanlagen in der historischen Anlage optimiert sowie Versuche von Schülern und Studenten durchgeführt.

## Zeitweiliges Ende des Labor- und Museumsbetriebes
Im März 2017 muss der Windkanal schließen, da Fockes Tochter nach der fristlosen Kündigung des Nutzungsvertrages im Jahre 2012 dem Förderverein keine Zukunftsperspektiven zum Betrieb des Fluglabors ihres Vaters bieten will. Somit stand die historische Forschungsstätte bis zum Ende der Corona-Pandemie weder als Museum noch als Labor für Schüler und Studenten zur Verfügung. Es wurde der erneute Verfall des international anerkannten Kulturdenkmales befürchtet.
2019 wurde eine Treuhandstiftung gegründet, die das Museum verwalten und dauerhaft erhalten soll.
Im Frühjahr 2024 versucht die Deutsche Stiftung Denkmalschutz den Focke-Windkanal e.V. mit Hilfe einer Räumungsklage aus dem von ihm geretteten Denkmal zu drängen. Der Verein unterschreibt die vom Kläger vorgelegten Verträge jedoch nicht, da diese eine Möglichkeit vorsehen, dass die Denkmalstiftung den Verein zum Ende eines Jahres "einfach rausschmeissen" kann.
Seit 2023 werden wieder Gruppenführungen nach Anmeldung durch den Förderverein angeboten. Auch Laborversuche sind wieder möglich.

## Ernennung zur „Vertical Flight Heritage Site“
Am 15. September 2019 wurde am Focke-Windkanal die Plakette zur Ernennung zur 11. Vertical Flight Society (VFS) „Vertical Flight Heritage Site“ enthüllt. Diese Ehrung unterstreicht die internationale Bedeutung dieses Ortes für die Entwicklung des Hubschraubers.